# John Marshall (pływak)
John Birnie Marshall (ur. 1 lutego 1930 w Bondi, zm. 30 stycznia 1957 w Melbourne) – australijski pływak, reprezentujący Australię na Letnich Igrzyskach Olimpijskich w 1948, 1952 i 1956. Na igrzyskach w 1948 zdobył brązowy medal na dystansie 400 metrów stylem dowolnym oraz srebrny medal na dystansie 1500 metrów stylem dowolnym. Zmarł w styczniu 1957, po kilku dniach śpiączki, w wyniku obrażeń odniesionych w wypadku samochodowym.
W 1973 roku został przyjęty do International Swimming Hall of Fame